# Жехово-Велике
Жехово-Велике (пол. Rzechowo Wielkie) — село в Польщі, у гміні Сипнево Маковського повіту Мазовецького воєводства.
Населення — 101 особа (2011).
У 1975-1998 роках село належало до Остроленцького воєводства.

## Демографія
Демографічна структура станом на 31 березня 2011 року:
|          | Загалом | Допрацездатний вік | Працездатний вік | Постпрацездатний вік |
| -------- | ------- | ------------------ | ---------------- | -------------------- |
| Чоловіки | 51      | 11                 | 32               | 8                    |
| Жінки    | 50      | 14                 | 25               | 11                   |
| Разом    | 101     | 25                 | 57               | 19                   |